# ایم سولونگ
ایم سول اونگ (کره‌ای: 임슬옹؛ زادهٔ ۱۱ مه ۱۹۸۷)، همچنین با نام سولونگ (انگلیسی: Seulong; کره‌ای: 슬옹) نیز شناخته می‌شود، خواننده و بازیگر اهل کره جنوبی است. او در سال ۲۰۰۸ به عنوان خواننده و عضو گروه پسرانهٔ کی-پاپ توای‌ام فعالیت خود را آغاز کرد. او حرفهٔ بازیگری خود را در سال ۲۰۱۰ و با حضور در درام کره‌ای ذائقه شخصی آغاز کرد.

## زندگی شخصی
آژانس ایم سولونگ، آی‌اچ‌کیو، اعلام کرد که او خدمت سربازی خود را در ۲۸ نوامبر ۲۰۱۷ آغاز خواهد کرد. ایم سولونگ وارد مرکز آموزشی بخش سوم در استان گانگوون شد.

## فیلم‌شناسی

### فیلم
| سال  | عنوان              | نقش                            | منابع |
| ---- | ------------------ | ------------------------------ | ----- |
| ۲۰۱۰ | آکوستیک            | جی هو                          | [ ۸ ] |
| ۲۰۱۲ | ۲۶ سال             | کوان جونگ هیوک                 | [ ۸ ] |
| ۲۰۱۴ | اواخر بهار         | پسر دوچرخه سوار (حضور افتخاری) | [ ۸ ] |
| ۲۰۱۶ | داستان‌های ترسناک ۳ | لی سنگ                         | [ ۸ ] |
| ۲۰۱۷ | ستاره همسایه       | یون جی هون                     | [ ۸ ] |

### مجموعه تلویزیونی
| سال  | عنوان                   | نقش                    | منابع  |
| ---- | ----------------------- | ---------------------- | ------ |
| ۲۰۱۰ | ذائقه شخصی              | کیم ته هون             | [ ۴ ]  |
| ۲۰۱۰ | لانچ باکس               | سو چول                 | [ ۹ ]  |
| ۲۰۱۱ | به نمایش خوش آمدی       | سولونگ                 | [ ۱۰ ] |
| ۲۰۱۱ | رؤیای بلند              | آتش‌نشان (حضور افتخاری) | [ ۱۰ ] |
| ۲۰۱۳ | فراری از چوسان          | ولیعهد لی هو           | [ ۱۰ ] |
| ۲۰۱۳ | قدرت نامحدود            | جانگ سون چه            | [ ۱۰ ] |
| ۲۰۱۴ | پادشاه هتل              | سون وو هیون            | [ ۱۰ ] |
| ۲۰۱۵ | عشق هوگو                | بیونگ کانگ چول         | [ ۱۰ ] |
| ۲۰۱۶ | پلیس خانم ۲             | اوه سونگ ایل           | [ ۱۰ ] |
| ۲۰۲۱ | پنت‌هاوس: جنگ در زندگی ۳ | پزشک (قسمت ۱۳)         | [ ۱۱ ] |
| ۲۰۲۲ | آندانته عشق             | لیم جو هیونگ           | [ ۱۲ ] |

### مجموعه اینترنتی
| سال  | عنوان          | نقش          | منابع  |
| ---- | -------------- | ------------ | ------ |
| ۲۰۱۵ | سلول‌های عشق ۲  | ته جون       |        |
| ۲۰۱۷ | بیا بخوریم آنا | پارک جی یونگ | [ ۱۳ ] |

### ورایتی شو
| سال  | عنوان               | شبکه       | توضیحات                   | منابع  |
| ---- | ------------------- | ---------- | ------------------------- | ------ |
| ۲۰۱۳ | Homme ۵٫۰           | ایکس‌تی‌وی‌ان | مجری                      |        |
| ۲۰۱۴ | Homme ۶٫۰           | ایکس‌تی‌وی‌ان | مجری                      |        |
| ۲۰۱۶ | پادشاه خواننده      | ام‌بی‌سی     | شرکت کننده، قسمت‌های ۸۷–۸۸ |        |
| ۲۰۱۷ | فستیوال آهنگ دوتایی | ام‌بی‌سی     | شرکت کننده، قسمت ۳۷       |        |
| ۲۰۱۷ | مکالمه ضروری است    | تی‌وی‌ان     |                           | [ ۱۴ ] |

### برنامه اینترنتی
| سال  | عنوان       | شبکه | نقش        | منابع  |
| ---- | ----------- | ---- | ---------- | ------ |
| ۲۰۲۱ | دردسر اضافه | واچا | شرکت کننده | [ ۱۵ ] |

## موزیکال
| سال  | عنوان     | نقش     | منابع  |
| ---- | --------- | ------- | ------ |
| ۲۰۱۷ | ماتا هاری | آرماندو | [ ۱۶ ] |